# Gortvai György
Gortvai György, 1945-ig Grün (Budapest, Erzsébetváros, 1903. február 3. – Budapest, Erzsébetváros, 1969. július 5.) orvos, belgyógyász.

## Élete
Grün Hugó (1874–?) gyarmatáru nagykereskedő, majd zománcgyáros és Pressburger Terézia, Riza (1882–1945) gyermekeként született zsidó családban. Középiskolai tanulmányait a Magyar Királyi Tanárképzõ Intézet Gyakorló Főgimnáziumában végezte. Orvosi tanulmányait a németországi Giessenben kezdte és a pécsi Erzsébet Tudományegyetemen fejezte be. 1928-ban szerezte meg általános orvosi diplomáját. 1928 és 1949 között az Apponyi Poliklinikán, illetve a budapesti Szövetség utcai Kórházban működött előbb mint segédorvos, utóbb mint osztályvezető főorvos. 1949-ben a Fővárosi Budai Kórház igazgatója lett. 1951–1960-ban a budapesti Róbert Károly körúti Kórház osztályvezető főorvosaként dolgozott. 1960 májusától a Szövetség utcai Kórházban főorvos és a kórház igazgató-helyettese, 1963–1967-ben – a kórháznak a Péterfy Sándor Utcai Kórházzal való egyesítése után – osztályvezető főorvosa volt.  A belbetegségek és a környezeti, illetve idegbehatások közötti összefüggések területén végzett kutatásokat. Számos gyógyszer kipróbálását bízták osztályára. Magyarországon az elsők között kezdeményezte a szívbetegségek gyógyítását thrombolyticumokkal, illetve elsők között ismerte fel az úgynevezett tartós altatás jelentőségét belgyógyászati műtétek utókezelésében
Felesége a litvániai Aranovskyté Meré-Marija (dr. Aranovszky Mária) volt, akit 1929. április 24-én Kaunasban vett nőül. Fia dr. Gortvai Gábor orvos.
A Farkasréti temetőben nyugszik (6/9-1-18).

## Főbb művei
- A Herzog-féle vérnyomásmérési eljárással nyert eredményekről (Orvosi Hetilap, 1931)
- Allergia injectiós májkészítményekkel szemben (Orvosi Hetilap, 1933)
- Máj és B1-vitamin együttes adagolásáról (Orvosi Hetilap, 1941. 10.)
- Adatok a vészes vérszegénység öröklékenységéhez (Orvosképzés, 1943)
- A háborús nélkülözések és a csontvelő (Orvosok Lapja, 1946)
- Anaemia perniciosa kezelése folsavval (Orvosok Lapja, 1947)
- Asthma bronchiale kezelése tartós altatással. Kalmár Katalinnal, Simonyi Jánossal. (Orvosi Hetilap, 1952. 44.)
- Jelentős egészségügyi mutatószámok. Kalmár Katalinnal, Tóth Károllyal. (Népegészségügy, 1955)
- Az ágykihasználás és beteganyag-kihatása a gyógyító munkára. Többekkel. (Népegészségügy, 1957)
- A hasnyálmirigy és a hashártya betegségei (Gyógyszertan és gyógyítás. II. kötet. Budapest, 1957, 3. kiadás: 1960)
- Staphylococcus sepsis. Többekkel. (Orvosi Hetilap, 1958. 31.)
- Az intravénás tetracyclin kezeléséről. Károlyházy Gyulával. (Orvosi Hetilap, 1960. 18.)
- Carbutamid terhelés hatása öregkorban. Károlyházy Gyulával, Kovács Máriával. (Orvosi Hetilap, 1963. 31.)
- Tartós anticoangulans-kezeléssel szerzett tapasztalataink. Adler Miklóssal, Kovács Máriával. (Orvosi Hetilap, 1964. 13.)
- Markusovszky Lajos és a Markusovszky Társaság (Orvosi Hetilap, 1964. 14.)
- A közös kórterem (Orvosi Hetilap, 1970. 1.).

## Díjai, elismerései
- Szocialista Munkáért érdemérem (1959)
- Munka Érdemrend (1963)
- Munka Érdemrend arany fokozata (1967)